# Olympische Sommerspiele 1984/Leichtathletik – Weitsprung (Frauen)
Der Weitsprung der Frauen bei den Olympischen Spielen 1984 in Los Angeles wurde am 8. und 9. August 1984 im Los Angeles Memorial Coliseum ausgetragen. 23 Athletinnen nahmen teil.
Olympiasiegerin wurde die Rumänin Anișoara Stanciu, die vor ihrer Landsfrau Vali Ionescu gewann. Bronze ging an die Britin Susan Hearnshaw.
Springerinnen aus der Bundesrepublik Deutschland, der Schweiz, Österreich und Liechtenstein nahmen nicht teil. Athletinnen aus der DDR waren wegen des Olympiaboykotts ebenfalls nicht dabei.

## Aktuelle Titelträgerinnen
| Olympiasiegerin 1983                       | Tatjana Kolpakowa ( Sowjetunion)               | 7,06 m | Moskau 1980   |
| Weltmeisterin 1983                         | Heike Drechsler – 1983 noch Heike Daute ( DDR) | 7,27 m | Helsinki 1983 |
| Europameisterin 1982                       | Vali Ionescu ( Rumänien)                       | 6,79 m | Athen 1982    |
| Panamerikanische Meisterin 1983            | Kathy McMillan ( USA)                          | 6,70 m | Caracas 1983  |
| Zentralamerika- und Karibik-Meisterin 1983 | Shonel Ferguson ( Bahamas)                     | 6,65 m | Havanna 1983  |
| Südamerika-Meisterin 1983                  | Esmeralda de Jesus Garcia ( Brasilien)         | 6,12 m | Santa Fe 1983 |
| Asienmeisterin 1983                        | Liao Wenfen ( Volksrepublik China)             | 6,21 m | Kuwait 1983   |
| Afrikameisterin 1982                       | Jacinta Serete ( Kenia)                        | 5,37 m | Kairo 1982    |

## Bestehende Rekorde
| Weltrekord         | 7,43 m | Anișoara Stanciu – 1983 noch Anișoara Cușmir ( Rumänien) | Bukarest, Rumänien                             | 4. Juni 1983  |
| Olympischer Rekord | 7,06 m | Tatjana Kolpakowa ( Sowjetunion)                         | Finale OS Moskau, Sowjetunion (heute Russland) | 31. Juli 1980 |

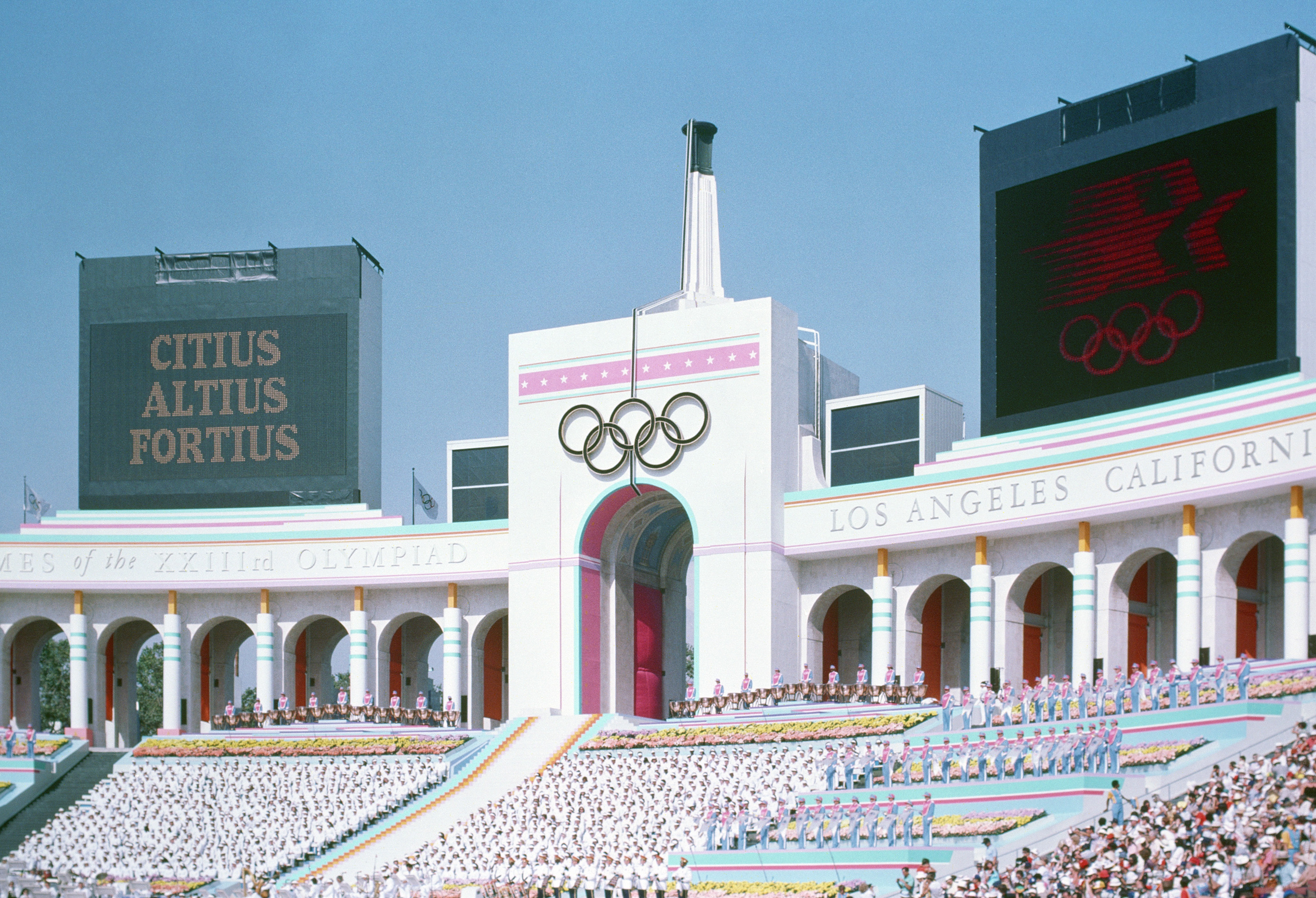
Blick auf das Eingangstor des Los Angeles Memorial Coliseum

Der bestehende olympische Rekord wurde bei diesen Spielen nicht erreicht. Den weitesten Sprung erzielte Olympiasiegerin Anișoara Stanciu mit 6,96 m in ihrem vierten Versuch im Finale. Damit blieb sie zehn Zentimeter unter dem Olympia- und 47 Zentimeter unter dem Weltrekord.

## Legende
Kurze Übersicht zur Bedeutung der Symbolik – so üblicherweise auch in sonstigen Veröffentlichungen verwendet:
| – | verzichtet                                 |
| x | ungültig                                   |
| w | Windunterstützung über dem zulässigen Wert |

## Qualifikation
Datum: 8. August 1984
Für die Qualifikation wurden die Athletinnen in zwei Gruppen gelost. Sechs von ihnen übertrafen die direkte Finalqualifikationsweite von 6,50 m. Damit war die Mindestanzahl von zwölf Finalteilnehmerinnen nicht erreicht. So wurde das Finalfeld mit den nächstbesten Springerinnen beider Gruppen, den sogenannten Lucky Losern, auf zwölf Wettbewerberinnen aufgefüllt und es reichten schließlich 6,19 m für die Finalteilnahme. Die direkt qualifizierten Athletinnen sind hellblau, die Lucky Loser hellgrün unterlegt.
Jacinta Bartholomew war die erste weibliche Teilnehmerin Grenadas bei Olympischen Spielen.

### Gruppe A

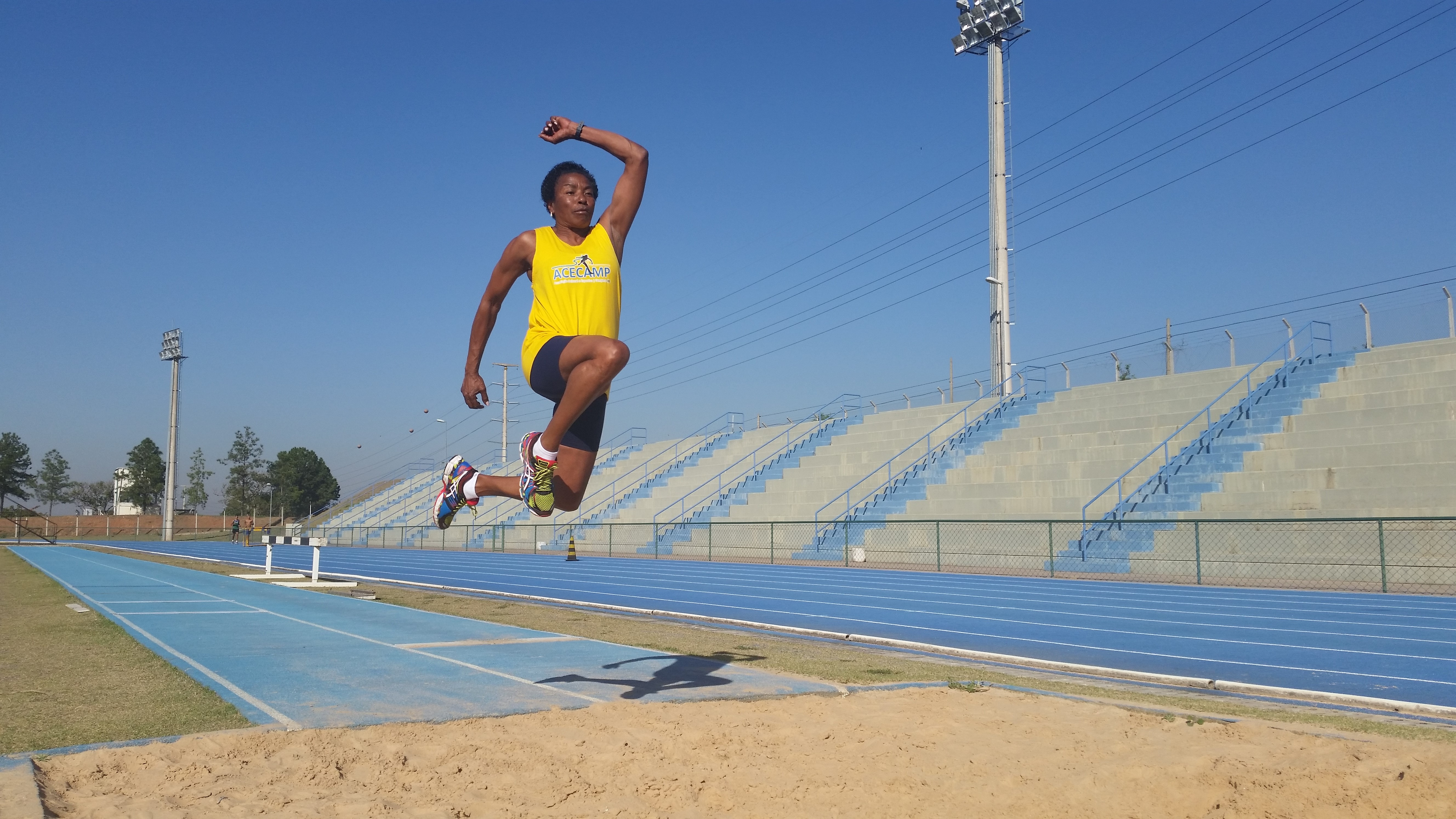
Conceição Geremias – ausgeschieden mit 6,04 m

| Platz | Name               | Nation      | 1. Versuch (m) Wind (m/s) | 2. Versuch (m) Wind (m/s) | 3. Versuch (m) Wind (m/s) | Resultat (m) |
| 1     | Jackie Joyner      | USA         | x                         | 6,76 / +0,7               | –                         | 6,76         |
| 2     | Anișoara Stanciu   | Rumänien    | 6,69 / +0,9               | –                         | –                         | 6,69         |
| 3     | Robyn Lorraway     | Australien  | 6,61 / −1,2               | –                         | –                         | 6,61         |
| 4     | Linda Garden       | Australien  | 6,49 / +1,2               | 6,22 / −0,6               | 6,00 / −1,1               | 6,49         |
| 5     | Dorothy Scott      | Jamaika     | 6,16 / −0,5               | 6,02 / −0,3               | 6,47 / +0,5               | 6,47         |
| 6     | Jennifer Inniss    | Guyana      | 5,76 / −0,6               | 6,17 / +0,4               | 5,84 / −1,5               | 6,17         |
| 7     | Maya Bentzur       | Israel      | 6,07 / −0,9               | 6,04 / −0,9               | 6,03 / −1,8               | 6,07         |
| 8     | Conceição Geremias | Brasilien   | x                         | 5,81 / +1,5               | 6,04 / −1,3               | 6,04         |
| 9     | Elma Muros         | Philippinen | 5,57 / +0,6               | 5,64 / +0,3               | x                         | 5,64         |
| 10    | Madeline de Jesús  | Puerto Rico | 5,53 / −0,5               | 5,63 / +0,8               | 5,58 / +0,4               | 5,63         |
| 11    | Sarinee Phenglaor  | Thailand    | 5,38 / +0,8               | 5,47 / −0,2               | 5,51 / +1,3               | 5,51         |
| DNS   | Tineke Hidding     | Niederlande |                           |                           |                           |              |

### Gruppe B
| Platz | Name                      | Nation              | 1. Versuch (m) Wind (m/s) | 2. Versuch (m) Wind (m/s) | 3. Versuch (m) Wind (m/s) | Resultat (m) |
| 1     | Susan Hearnshaw           | Großbritannien      | 6,64 / +0,9               | –                         | –                         | 6,6400       |
| 2     | Vali Ionescu              | Rumänien            | 6,32 / −1,4               | 6,60 / +0,5               | –                         | 6,6000       |
| 3     | Carol Lewis               | USA                 | x                         | 6,55 / −0,4               | –                         | 6,5500       |
| 4     | Glynis Nunn               | Australien          | 6,23 / +0,2               | 6,41 / −0,8               | 6,28 / +1,2               | 6,4100       |
| 5     | Angie Thacker             | USA                 | 6,36 / +2,1               | x                         | 6,13 / −0,4               | 6,36 w       |
| 6     | Snežana Dančetović        | Jugoslawien         | 6,21 / +1,4               | 6,06 / +0,9               | 6,22 / −0,7               | 6,2200       |
| 7     | Shonel Ferguson           | Bahamas             | x                         | 6,19 / −1,5               | x                         | 6,1900       |
| 8     | Annette Tånnander         | Schweden            | x                         | 6,05 / +2,7               | 6,16 / −0,2               | 6,1600       |
| 9     | Liao Wenfen               | Volksrepublik China | 6,16 / +1,6               | 5,96 / −1,2               | 6,00 / −1,2               | 6,1600       |
| 10    | Jacinta Bartholomew       | Grenada             | 6,07 / +1,5               | 5,84 / +1,1               | 5,77 / +0,9               | 6,0700       |
| 11    | Esmeralda de Jesus Garcia | Brasilien           | x                         | 6,01 / +0,1               | x                         | 6,0100       |
| 12    | Marie-Ange Wirtz          | Seychellen          | 5,21 / −0,1               | 5,15 / +1,3               | 5,10 / −0,9               | 5,2100       |

## Finale
Datum: 9. August 1984
| Platz | Name               | Nation         | 1. Versuch (m) Wind (m/s) | 2. Versuch (m) Wind (m/s) | 3. Versuch (m) Wind (m/s) | 4. Versuch (m) Wind (m/s)                     | 5. Versuch (m) Wind (m/s)                     | 6. Versuch (m) Wind (m/s)                     | Resultat (m) |
| 1     | Anișoara Stanciu   | Rumänien       | 6,80 / −0,4               | 6,68 / −0,5               | x                         | 6,96 / +0,5                                   | 6,89 / +0,1                                   | x                                             | 6,9600       |
| 2     | Vali Ionescu       | Rumänien       | 6,59 / +1,6               | 6,67 / −0,4               | x                         | 6,52 / +0,3                                   | 6,81 / −1,1                                   | x                                             | 6,8100       |
| 3     | Susan Hearnshaw    | Großbritannien | 6,80 / +2,4               | 6,75 / +0,2               | 6,55 / −1,5               | 6,67 / +2,3                                   | 6,74 / +0,1                                   | 6,64 / +0,9                                   | 6,80 w       |
| 4     | Angie Thacker      | USA            | 6,32 / −0,3               | x                         | 6,65 / +1,0               | 6,78 / +2,2                                   | x                                             | 6,70 / −1,1                                   | 6,78 w       |
| 5     | Jackie Joyner      | USA            | x                         | 6,72 / −0,3               | x                         | 6,77 / −1,1                                   | x                                             | x                                             | 6,7700       |
| 6     | Robyn Lorraway     | Australien     | x                         | 6,67 / +1,9               | 6,43 / −0,1               | x                                             | 6,62 / +1,4                                   | 6,43 / +0,9                                   | 6,6700       |
| 7     | Glynis Nunn        | Australien     | 6,45 / +0,4               | 6,37 / +0,6               | 6,39 / +0,5               | –                                             | 6,53 / +2,1                                   | 6,27 / −0,6                                   | 6,53 w       |
| 8     | Shonel Ferguson    | Bahamas        | 6,44 / +0,3               | 6,13 / +0,9               | x                         | 6,41 / +0,9                                   | 6,20 / +0,3                                   | 6,31 / +0,4                                   | 6,4400       |
|       |                    |                |                           |                           |                           |                                               |                                               |                                               |              |
| 9     | Carol Lewis        | USA            | 6,21 / −1,0               | x                         | 6,43 / −0,9               | nicht im Finale der besten acht Springerinnen | nicht im Finale der besten acht Springerinnen | nicht im Finale der besten acht Springerinnen | 6,4300       |
| 10    | Dorothy Scott      | Jamaika        | 6,03 / −1,1               | 5,89 / −0,9               | 6,40 / −0,9               | nicht im Finale der besten acht Springerinnen | nicht im Finale der besten acht Springerinnen | nicht im Finale der besten acht Springerinnen | 6,4000       |
| 11    | Linda Garden       | Australien     | x                         | 5,89 / −1,3               | 6,30 / −1,1               | nicht im Finale der besten acht Springerinnen | nicht im Finale der besten acht Springerinnen | nicht im Finale der besten acht Springerinnen | 6,3000       |
| 12    | Snežana Dančetović | Jugoslawien    | 5,28 / −0,7               | 5,88 / +0,2               | 5,88 / +0,2               | nicht im Finale der besten acht Springerinnen | nicht im Finale der besten acht Springerinnen | nicht im Finale der besten acht Springerinnen | 5,8800       |

Für das Finale am 9. August 1984 hatten sich zwölf Springerinnen qualifiziert, von denen sechs die Qualifikationsweite erreicht hatten. Neben allen drei US-Athletinnen waren auch die drei Australierinnen dabei. Komplettiert wurde das Starterfeld durch zwei Rumäninnen, eine Britin, eine Jugoslawin, eine Springerin von den Bahamas und eine Jamaikanerin. Bedingt durch den Olympiaboykott konnte die amtierende Weltmeisterin Heike Drechsler aus der DDR nicht teilnehmen. Bis kurz vor den Spielen vor ihrer Heirat am 28. Juli war sie noch unter dem Namen Heike Daute gestartet. Ebenso betroffen waren die Athletinnen aus der Sowjetunion, vor allem die WM-Vierte Tatjana Proskurjakowa. Aber die starken Rumäninnen Anișoara Stanciu, Weltrekordlerin und Vizeweltmeisterin unter ihrem Namen Anișoara Cușmir, sowie Vali Ionescu, amtierende Europameisterin, waren am Start. Eine weitere Favoritin war Carol Lewis, die Schwester des Leichtathletikstars dieser Spiele Carl Lewis. Sie hatte bei den Weltmeisterschaften 1983 den dritten Platz erreicht.
Im ersten Durchgang ging Stanciu gemeinsam mit der Britin Susan Hearnshaw mit 6,80 m in Führung. Hinter ihnen lagen Ionescu und die Australierin Glynis Nunn. Ionescu konnte sich in Runde zwei auf 6,67 m verbessern, kam aber im Klassement dadurch zunächst nicht weiter nach vorne. Sie wurde sogar noch von der US-Athletin Jackie Joyner, Schwester des Dreisprungolympiasiegers Al Joyner und spätere Jackie Kersee, mit 6,72 m auf Rang vier verwiesen. Völlig überraschend blieb Carol Lewis mit für sie indiskutablen 6,43 m im Vorkampf hängen und erreichte nicht das Finale der besten acht Springerinnen.
Im vierten Versuch übernahm Stanciu mit 6,96 m die alleinige Führung. Die US-Springerin Angie Thacker schob sich mit 6,78 m auf Platz drei hinter Hearnshaw und lag damit einen Zentimeter vor Joyner, die 6,77 m erreichte. Im fünften Durchgang verbesserte sich Ionescu mit 6,81 m auf den zweiten Rang vor Hearnshaw. In der letzten Runde änderte sich nichts mehr, so war Anișoara Stanciu Olympiasiegerin, Vali Ionescu gewann Silber und Susan Hearnshaw wurde Dritte vor Angie Thacker und Jackie Joyner.
Das Niveau dieses Wettbewerbs lag deutlich unterhalb der Qualität der vorangegangenen Weitsprungkonkurrenzen bei leichtathletischen Großveranstaltungen. Es gab keinen Sprung über sieben Meter. Bei den Olympischen Spielen 1980 in Moskau hatten drei und bei den Weltmeisterschaften 1983 vier Springerinnen diese Marke übertroffen. Allerdings hatte die Siegerin Anișoara Stanciu als Vizeweltmeisterin selber bei diesem Wettkampf in Helsinki 7,15 m erreicht. Außerdem hatte es bei vielen Sprüngen dieser Veranstaltung starke Windunterstützung gegeben. Es muss auch festgestellt werden, dass die erzielten Weiten in späteren Jahren, in denen damit begonnen wurde, intensiver und systematischer den Einsatz unerlaubter Dopingmittel zu kontrollieren, wieder deutlich zurückgingen. Dies gilt für den Weitsprung wie für manch andere Disziplin auch, vor allem im Bereich der Würfe.

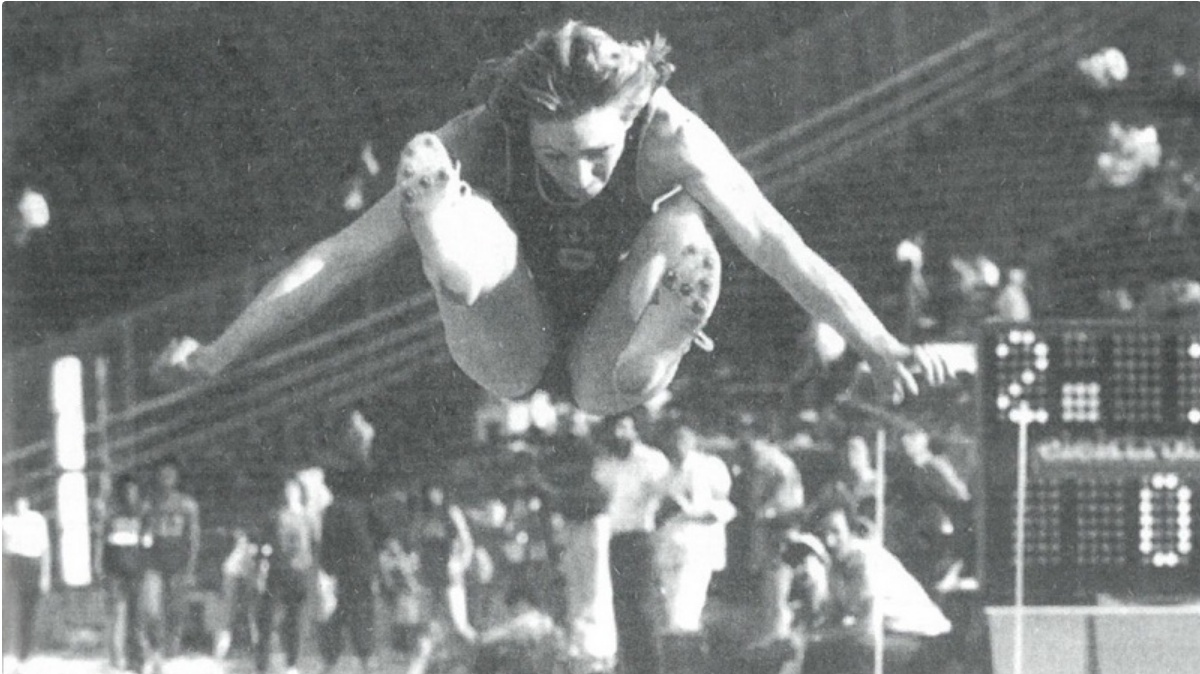
Olympiasiegerin Anișoara Stanciu, frühere Anișoara Cușmir
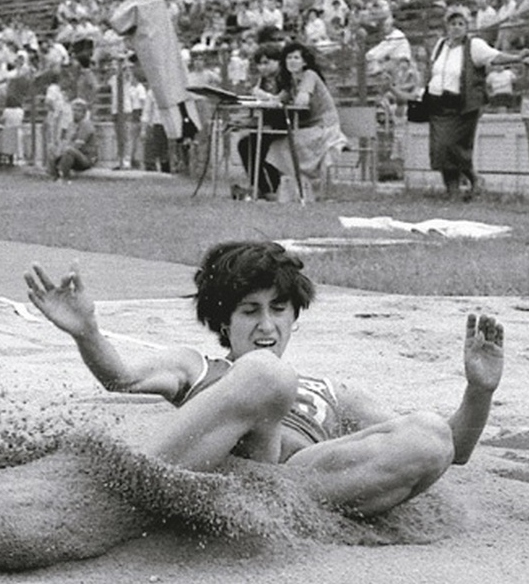
Silbermedaillengewinnerin Vali Ionescu
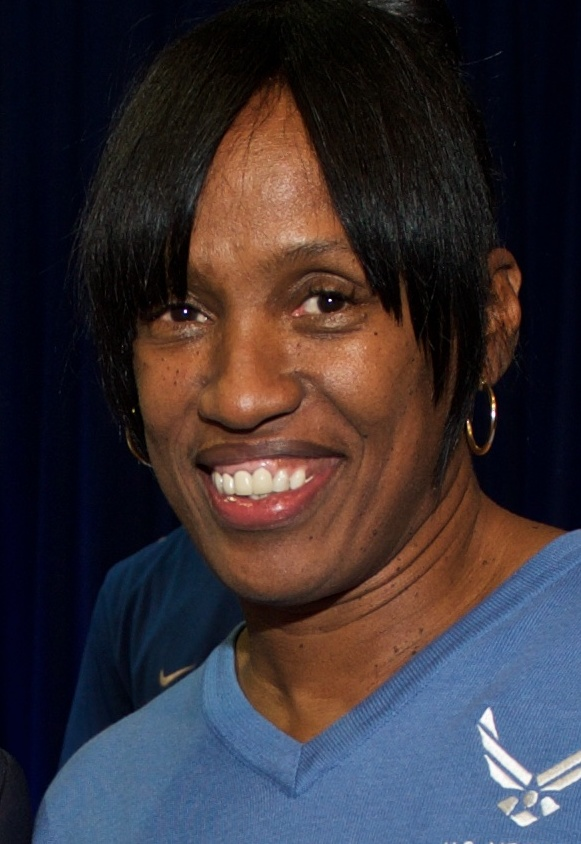
Jackie Joyner (Foto: 2015), später als Jackie Joyner-Kersee äußerst erfolgreich im Weitsprund und Siebenkampf, belegte Rang fünf

## Videolinks
- 1984 Olympics Women's Long Jump Final, youtube.com, abgerufen am 15. Januar 2018
- Olympic 1984 Sue Hearnshaw Long Jump, youtube.com, abgerufen am 16. November 2021